# Пон Сен Мартен
По̀н Сен Мартѐн (на италиански и на френски: Pont-Saint-Martin, на местен диалект: Pon Sèn Marteun, Пон Сен Мартеун, на пиемонтски: Pont San Martìn, на валзер: Martinstäg, от 1929 до 1946 г. Ponte San Martino) е малък град и община в автономен регион Вале д'Аоста, Северна Италия. Разположено е на 345 m надморска височина. Населението на общината към 1 януари 2023 г. е 3541 души, от които 313 са чужди граждани.

## География, административно деление и население
Пон Сен Мартен се намира на входа на долината Гресоне (Valle di Gressoney), на алувиалния конус на потока Лис. През територията му се осъществява достъпът към Вале д'Аоста за идващите от Пиемонт. Тя е пресечена от река Дора Балтеа и от два потока: Лис (torrente Lys), идващ от ледника на Монте Роза и Решанте (torrente Réchanter), негов ляв приток.
В близост до Пон Сен Мартен се намират руините на древния римски път на Галиите (на италиански: via delle Gallie; на лат. via Publica или strata Publica).
Градчето е спирка по древния поклоннически път Виа Франсиджена, идващ от хълма Голям Сан Бернар преди да навлезе в регион Пиемонт и да се отправи сред лозята към село Карема.
Общинската територия включва урбанизирана част, разположена между 300 и 400 м надм. височина на алувиалния конус на потока Лис, на основната бразда на Вале д'Аоста, и планинска зона, която се простира на изток и където се достига максимална надморска височина от 2085 м с планината Бек ди Нона (Bec di Nona).
Пон Сен Мартен е част от Планинската общност на Мон Роз (Unité des Communes valdôtaines Mont-Rose), включваща също общините на Бар, Шампорше, Донас, Фонтенмор, Он, Лиян, Перло и Понбозе.
Включен е в природния резерват на блатото на Оле (Riserva naturale stagno di Holay), намиращ се в близост до замъка на Сюзе (Castello di Suzay).
Малката територия на Пон Сен Мартен от 6,92 km² го поставя на предпоследно място по площ сред общините на регион Вале д'Аоста. Въпреки това тя е гъсто населена: 511,82 жители на km².
Граничи със следните 3 общини: Донас, Карема и Перло. Намира се на 40 км от главния град на регион Вале д'Аоста – Аоста, на 65 км от град Торино и на 108 км от град Милано.
Има следните подселища: Боà десу (Bois-dessous), Боà дьо Шавàн (Bois de Chavanne), Боскето (Boschetto), Бус Дарè (Bousc Daré), Шам да Ла (Champ da Las), Шапрè (Chapret), Шатò (Château), Шопòн (Chopon), Коломбèра (Colombera), Корнè (Corney), Диàна (Diana), Фабѝоле (Fabiole), Фонтанè (Fontaney), Иверѝ (Ivéry), Лиско (Liscoz), Манѝн (Magnin), Надѝр (Nadir), Назарет (Nazareth), Перюшòн (Perruchon), Рон (Ronc), Рон Гранджа (Ronc-Grangia), Роншè (Ronches), Сан Рок (Saint-Roch), Сарю (Sarus), Скилята (Schigliatta), Стиляно (Stigliano), Сюзè (Suzey), Тюè (Thuet), Вайей (Valeille), Виети (Vietti), Вѝньоле (Vignollet).
Населението на общината към 1 януари 2023 г. е 3541 души, от които 313 чужди граждани, сред които преобладават тези от Мароко (88 души), Румъния (71 души) и Непал (57 души). Български граждани липсват.

## Топоним
В древността мястото първоначално се нарича „При моста“ (ad pontem на лат.) поради Римския мост на Консулския път на Галиите.
През 11 век, след построяването на Замъка на господарите на Бар на скала над Пон Сен Мартен, е построен параклисът на Свети Мартин, все още видим извън стените на градчето. Тогава замъкът получава името „Замък на Свети Мартин“ (на лат. Castrum Sancti Martini). В акт от 19 юни 1214 г., след мирен договор между братята Юг (Уго) и Гийом (Гулиелмо) от Бар, Гийом придобива титлата „Господар на Моста на свети Мартин“ (на лат. Dominus Ponctis Sancti Martini) и така за първи път на територията е дадено името, с което е известна и днес.
Името Сен Мартин (Saint Martin) датира от евангелизацията на селското население между 4 и 5 век сл.н.е. На картите се появява от 14 век с топонима, обозначаващ агломерацията, предшестван от латинския термин pons – мост (а Ponte Sancti Martini).

## История
На територията в древността живее племето на саласите.
По римско време там минава Виа деле Галие (Via delle Gallie) – римски консулски път, построен от император Октавиан Август за свързване на Паданската низина с Галия.
След падането на Римската империя територията е нападната и окупирана от бургундите, остроготите и лангобардите.
През 575 г. селището става част от Франкското кралство.
През 10 век то е част от Графството (Comitatus) на Вале д'Аоста.
През 1200 г. местните господари на Бар карат да се построи замъка на Пон Сен Мартен, който все още се вижда на скала над градчето.
През Средновековието селището принадлежи на рода Сен Мартен (Saint-Martin) – клон на благородническия род Бар (Bard) и васали на Савоя. Клонът е създаден на 19 юли 1214 г., когато след война помежду им братята Юг дьо Бар и първият господар на Пон Сен Мартен – Гийом (Гулиелмо) дьо Пон Сен Мартен си разпределят притежанията и стават независими един от друг. Савоя се опитват да превземат феодалните владения на двамата, но успяват да завладеят единствено земите на Юг дьо Бар. До 1337 г. наследниците на Гийом не желаят да се подчиняват на Савойските графове и атакуват няколко пъти замъка на Бар.
След период на относително спокойствие споровете между Савоя и Пон Сен Мартен се разгарят с нова сила. През 1447 г. Савойският херцог Амадей VIII Савойски конфискува имотите (вкл. и замъка) на Антонио ди Пон Сен Мартен. След смъртта на Антонио синовете му се обръщат с молба към херцог Лудвиг I Стари за отмяна на санкциите, който им връща имотите, но те получават замъка едва през 1466 г.
През 17 век Ерколе ди Пон Сен Мартен, неспособен да управлява, ипотекира всичките си активи. Синът му Клаудио Гофредо си възвръща имотите и се жени за Маргарита ди Гранж от рода Кле (Clay), укрепвайки така господството си. През 1645 г. папа Инокентий X му дава харта, която лишава от притежателски права всички онези, които си присвоят незаконно наследството на Пон Сен Мартен. Клаудио Гофредо се изправя пред поредица от народни въстания, желаещи премахването на привилегиите на благородниците и на духовенството, вкл. и на събирането на данъци. По време на Общото събрание през май 1628 г. е предложено създаването на закон, който да позволи разпределението на данъците по еднакъв начин, но господарите се отнасят презрително към това искане за социална справедливост.
Родът Понт Сен Мартен изчезва пет века по-късно със смъртта на барон Джузепе Филиберто на 27 септември 1737 г. Съпругата му Анжелика Тереза ди Валез, при липса на преки наследници, оставя всичките си притежания на племенника си барон Умберто ди Валез Романяно. Валез (Vallaise) господстват до анексирането на територията към Кралство Италия през 1861 г.
По време на Втората световна война през 1944 г. Пон Сен Мартен е опустошено от бомбардировки, но Римският мост остава.
През ерата на фашизма общината включва и тази на днешното село Перло и приема италианизираното име Понте Сан Мартино.

### Легендата за моста на Пон Сен Мартен
Според легендата епископът на Тур Свети Мартин, минавайки по Виа Франчиджена на поклонение, отседнал в хан в селището по време на силна буря. Жителите му били отчаяни, защото бурята разрушила част от моста им. Свети Мартин им обещал, че той ще бъде построен още по-голям и хубав, за което сключил договор с дявола. Дяволът се ангажирал с това да построи моста за една нощ в замяна на душата на първото живо същество, което минело от там. На следващия ден, след като мостът бил издигнат, светията, криейки куче под плаща си, хвърлил парче хляб на моста и то минало първо по него. Измаменият дявол се опитал да разруши творението си, но Свети Мартин поставил кръст на най-високата част на моста и така го прогонил.
Тази легенда е част от богатия репертоар от легенди от долината на Лис и оживява всяка година в историческия карнавал на Пон Сен Мартен.

### Легендата за нимфата на Лис
Според легендата прекрасна млада русокоса нимфа живеела в пещера, издълбана в скалата на долината на Решанте. Един ден местните жители се отнесли враждебно към нея и тя решила да остави това място завинаги. Накарала да падне проливен дъжд, от който водите на потока Решанте нараснали значително. След това спряла водите на потока Лис, образувайки езеро, над което легнала величествено, възстановявайки впоследствие водите в сухото корито на потока. Жителите на Пон, виждайки нимфата, носена от ужасните големи вълни, ѝ се примолили да пощади моста с известната фраза: „Наведи се, о красавице, и ни остави моста!" (на фр. Baissez-vous, la belle, et laissez-nous le pont!). Развълнуваната нимфа преминала под моста, без да му причини щети и изчезнала в река Дора Балтеа, пеейки последната си песен в долината.
Фигурата на нимфата е основна в Историческия карнавал на Пон Сен Мартен.

## Икономика
Основните дейности като животновъдство, отглеждане на картофи, грозде и фураж са в упадък, и постепенно се увеличава дялът на туризма и търговията. Индустрията преминава през фаза на застой, като същевременно продължава да привлича работна сила и отвън; открояват се секторите на електрониката и информационните технологии, хранително-вкусовата промишленост, производство на гума и пластмаса, химията и производството и разпределението на електроенергия.

## Забележителности

### Военна архитектура

#### Римски мост
Разположен над потока Лис, Римският мост (il Ponte romano) е построен в края на 1 век пр.н.е. Неговата величествена арка е най-широката сред арките от същия период, все още съществуващи в Европа. Висок е 25 м, а арката му е широка 35 м.
В продължение на ок. 2000 хил. год., докато е на Консулския път на Галиите, мостът позволява преминаването през Алпийската бариера, свързвайки района на Епоредия (днешен град Ивреа) с този на Вале д'Аоста. Едва след построяването през 1836 г. на друг, дървен мост по трасето Ивреа-Аоста, преустроен чрез зидария през 1876 г., Римският мост губи първоначалната си функция и е признат за важен паметник от римско време.
Той е и вероятна географска и юрисдикционна граница на територията на император Октавиан Август. Бележи разделителната линия между Алпите и останалата част на полуострова, като играе ролята на втора отбранителна линия на тази граница заедно с теснината на Бар – непроницаема естествена бариера, съставена от ледниковия праг. Функцията му на граница се запазва почти непроменен от епохата на Римската империя до наши дни.
Според традицията епископът на Тур Свети Мартин минава на два пъти по моста при пътуването си от Вале д'Аоста до Рим и до Панония.

##### Музей на Римския мост
В музея има всякаква информация относно „Дяволския мост“: използваните материали и строителната техника, легендите за моста, реставрацията през 19 век, избегнатата опасност от бомбардировките на Съюзниците през август 1944 г. Музеят е отворен всеки ден от 9.00 до 18.00 часа и е с безплатен вход.

#### Замък Барен
Замъкът Барен (Castello Baraing) е построен през 1894 г. от доктора и филантропа Анибале Барен след сватбата му с Делфина Бианко. Сградата е в неоготически стил; има две по-високи кули отзад и две по-ниски кули отпред, зъбери тип лястовича опашка, извити теракотени прозорци, големи стъклени оранжерии и градина с фонтани.
Замъкът е дарен на Община Пон Сен Мартен от вдовицата на доктора през 1931 г. и става нейно седалище до края на Втората световна война. Към 2019 г. е седалище на Планинската общност на Мон Роз (на френски: Unité des Communes valdôtaines Mont-Rose).

#### Стар замък
Старият замък, нар. още Замък на Пон Сен Мартен или Кастелачо (Il Castello vecchio, Castello di Pont-Saint-Martin или Castellaccio) е кацнал на скалата на входа на долината на Лис и неговите руини могат да се видят и през 2019 г. Принадлежал е на рода Пон Сен Мартен (клон на рода Бар), чието начало е положено на 19 юли 1214 г. с договор между двамата братя Гийом от Пон Сен Мартен (в чиито ръце остава замъкът) и Юг от Бар.
Сградата има примитивната шестоъгълна стена от около 11I век с врата на нивото на земята, вероятно съдържала понастоящем изчезнал донжон. В замъка се влиза през кръгла врата, защитена от процепи, вляво от която се намира жилищно тяло от 13 – 14 век с големи кръстосани прозорци. В различните зали има останки от монументални камини. Отстрани на замъка, в двора, има почти непокътната цистерна с розовата мазилка. На изток, сред останките от унищожени сгради, е запазен затворът, където според легендата е оставен да умре братовчедът на Катерина от Перло, която е отвлечена и затворена в ъгловата кула от Гийом от Бар.

#### Укрепен дом „'L Castel“
Укрепеният дом на господарите на Пон Сен Мартен датира от 15 век. Преди това те около три века живеят в замъка, кацнал на скалата на входа на долината на Лис, чиито руини могат да се видят и през 2019 г.
Укрепеният дом претърпява няколко трансформации в периода 15 – 17 век. Той е огромна четириъгълна триетажна сграда с мазе и голям двор. Най-старата ѝ част датира от 15 век и съответства на централния блок, чиито приземен етаж има функциите на склад или помещение за обработка на селскостопански продукти, а двата горни етажа – на благороднически жилища. Третият жилищен етаж е по-скромен и от южната му страна има балкон от 15 век.
В началото на 17 век на запад е построена нова сграда с големи камини на приземния етаж и в залата с дървения таван, и с малък параклис в издадената част в западната ѝ част. Сградата е обединена с първата жилищна сграда, модифицирани са подовете, създадени са нови отвори и вътрешни пътеки.
През 19 век в североизточната част е построен нов корпус, което съдържа стълбищната рампа, която при скорошната реставрация е заменена със сегашната.
Със смъртта на барон Джузепе Филиберто през 1736 г. и след изчезването на династията Понт Сен Мартен укрепеният дом става необитаем; след наследствени спорове той остава в ръцете на рода Валез.
След реставрация сградата е отворена за посещения на 15 септември 2012 г. Необходима е резервация на тел. ++39 0125 804843.

### Религиозна архитектура

#### Древна църква на Фонтанè
Древната църква на Фонтанè (Antica chiesa di Fontaney) с името „Най-скъпоценна кръв и тяло на нашия Господ Исус Христос и на Блажената Дева Мария“ е национален паметник от 1910 г., построен между 1590 и 1595 г. от барон Пиер ди Валез върху земи на рода му. По онова време територията на Пон Сен Мартен принадлежи на енориите на Перло и Донас. След множество молби от страна на жителите и на барона на 5 юни 1614 г. църквата става енорийска и е такава до 1899 г., когато постепенно е изоставена.
Има правоъгълен план с три нефа, разделени от стълбове със стенописи с живоописание на светците. Интериорните картини от 1726 г. са доста добре запазени. Многоъгълната апсида има деамбулакър, който разширява страничните пътеки. Сводовете са плаващи, разделени от сиви каменни шнурове. Фасадата е изографисана през 1600 г. с ренесансови картини със сцени от Светото писание. От дясната страна на църквата се намира параклисът на Светата Броеница, по-нов спрямо останалата част от сградата. Презвитериумът, навремето обособен от две колони от туф, все още видими по страничните стени, е поставен на стъпало, издигнато спрямо пода на нефа. Нефовете са осветени от 15 големи прозорци, някога оборудвани с оловни стъкла с изображенията на Св. Мартин, Славата на Христос, Богородица и Дванадесетте апостоли. Сакристията е свързана с разрушена понастоящем камбанария.
Църквата се намира на регионалния път на Перло, скрита сред кипариси и чемшири, на място, богато на извори, чиято влажност е причинила разрухата на сградата, която възпроизвежда в миниатюра плана на Катедралата на Аоста.

## Събития

### Исторически карнавал на Пон Сен Мартен
Карнавалът води началото си от 1902 г. През 1910 г. Пиер Пачифико Портè (играещ основния персонаж на Дявола) свързва идеята за карнавала с легендата за Св. Мартин и дявола.
През 2019 г. главните му персонажи са: Дяволът (от 1910 г.), Свети Мартин (1910), Нимфата на Лис (1952), 2 Помощнички на нимфата (1954), Консулът (1910), 3 Народни трибуни (1958), Началник на гвардейците (ок. 1910), 2 Римски гвардейци (ок. 1910), 4 Римски войници (1974), саласите (1976), 15 Римски девойки пешаци (21. век), 1 Римска девойка на кон, Сенаторът на карнавала (1990), Магистратът (1989).

#### Програма
- 6 януари: рано сутринта карнавалният химн, изсвирен от музикалната група, поставя началото на карнавала; следва раздаване на мазна боб чорба и окачване на марионетката на дявола на арката на Римския мост;[22]
- Мазен четвъртък: „Carnevalissima“ – спектакъл с музика, театър, балет и др., посветен на карнавала;
- Карнавален петък: Carnaval do Rio de Ponteiros – кварталите представят свое гастрономическо меню, бал с маски и конкурс за най-добра маска, излагане на знамената на кварталите;
- Мазна събота: вечерта има обявяване на историческите персонажи на пл. IV Novembre (до този момент името на нимфата и на нейните служителки се държи в тайна), последвано от парад на персонажите;
- Мазна неделя: парад с историческите персонажи на кон, традиционната колесница на нимфата и екипажите на 7-те insulae – историческите квартали на градчето с латинските имена Fundus Tauri, Insula Vernæ, Insula Leonis, Platea Primus Maius, Insula Pontis Romani, Vicus Colubris и Insula Saint-Roch, с техните двуколни колесници и привърженици, разпознаваеми по различните цветове на костюмите;
- Мазен понеделник: раздаване на мазна боб чорба сутринта на пл. Del Mercato, следобяд скоростна надпревара (от 1985 г.) на двуколките на кварталите (Corsa delle bighe), състезаващи се за годишния трофей, римска щафета (от 2002 г.) между представителите на 3 квартала в римски костюми;
- Мазен вторник (mardi gras): парад на алегоричните коли следобед, а вечерта зрелищно изгаряне на дявола под Римския мост, съпътствано от фойерверки, чийто спектакъл е гледан от хиляди хора от цялата долина на Аоста и от близкия район на Канавезе.

### Други събития
- Древен голям панаир (Antica e Grande Fiera): всяка година през май;
- Празник на Кашине (Festa delle Cascine) – втора неделя на май в местност Кашине;
- Bataille de Reines (букв. от фр. Битка на кралиците) – битка на бременни крави от валдостанска черна и кестенява порода на всеки 2 г. през пролетта в местност Кашине (Cascine), част от серия битки, провеждани в регион Вале д'Аоста;
- Празнуващи познавачи (на френски: Saveurs en fête) – празник 2 дена през юни с празнична вечеря, екстремни спортове по потока Лис, музика, пазар на тардиционни продукти;
- Маратон „Пон Сен Мартен – Мон Крабюн" (Gara podistica Pont-Saint-Martin-Mont Crabun) – през юли, 13 км по горски и планински пътеки;
- Бегом с вятъра (Via col… vento[23]) – през юли, едно от най-важните състезания по лека атлетика във Вале д'Аоста, провежда се и в Донас;
- Патронен празник на Св. Лаврентий (Festa patronale di San Lorenzo) – 10 август, започва с пешеходен маратон, продължава в следващите дни със състезания на двуколки, празнични вечери;
- Милята на историческия център (Miglio del Centro Storico) – през август, състезание по лека атлетика за професионалисти и аматьори;
- Празник на кестените (Castagnata) – между октомври и ноември всяка година, съпъстван от подобен празник и в подселище Ивери (Castagnata di Ivery);[24]
- Панаир на Св. Мартин (Fiera di San Martino) – ноември.[25]

## Образование
- Една държавна и една частна детска градина
- Две държавни начални училища (от 1-ви до 5-и клас вкл.)
- Едно държавно средно училище от първа степен (от 6-и до 8-и клас вкл.)
- Средните училища от втора степен (от 9-и до 11-и или 12 клас вкл.) са във Верес

## Култура

### Музеи
- Музей на Римския мост (Museo del Ponte romano)[26] – в Общината

### Библиотеки, театри и кина
- Общинска библиотека (Biblioteca Comunale) – на ул. Resistenza 5
- Театър – в град Ивреа, на 18 км или в Аудиториум-а (Auditorium) на градчето
- Кино – в град Ивреа, на 18 км.

### Религиозни центрове
- Енорийска църква на Св. Лаврентий (Chiesa parrocchiale di San Lorenzo)
- Древна църква на Фонтанè (Antica chiesa di Fontaney)
- Параклис на Св. Еразъм (Cappella di San Erasmo)
- Евангелска църква на братята (Chiesa Evangelica "dei Fratelli")

### Културни центрове
- Спортна палата: Многофункционален салон и Аудиториум
- Пале де Сервис): две малки зали за събития
- Мезон дю булодром: салон за събития, зала за срещи

## Спорт

### Съоръжения
- Спортна палата – фитнес клуб
- 2 футболни игрища – на ул. della Resistenza и зона Prati Nuovi
- 2 тенис корта – в Обществения парк
- Терен за плажен волейбол и 1 игрище за минифутбол, баскетбол и тенис – на ул. Monterosa
- Писта за скейтборд – близо до ЖП гарата

### Асоциации
- Спортен клуб Лис – колоездене[27]
- Тенис клуб „Баса Вале“ – тенис курсове за деца и възрастни, с 2 корта
- Аматьорска спортна асоциация „Етоал“
- Аматьорска асоциация по колоездене на Вале д'Аоста – организира Международна колоездачна обиколка на Вале д'Аоста – Мон Блан и Young Cup Valle d’Aosta за младежи
- Дружество по петанк „Вале Елвеция“
- Сигма Джимника Монтероза – курсове по гимнастика за деца и за възрастни във фитнеса на Средното училище на Пон Сен Мартен
- Аматьорска асоциация по лека атлетика „Пон – Донас“
- Аматьорско футболно дружество „Пон-Донас-Он-Арна“

## Транспорт
- Автомагистрала А5 Торино-Ивреа-Аоста – на 2 км
- ЖП гара – в градчето, по линията Кивасо-Аоста-Пре Сен Дидие
- Първостепенен междуградски път SS n. 26 на Вале д'Аоста
- Летище – Торино Казеле, на 69 км
- Пристанище – в Генуа, на 196 км.

## Побратимени градове
- Пон Сен Мартен (Pont-Saint-Martin), Франция